# Martin Brest
Martin Brest (New York, 8 augustus 1951) is een Amerikaanse filmmaker.

## Biografie
Martin Brest werd geboren in The Bronx, een stadsdeel (borough) van New York. Hij volgde lessen aan de Stuyvesant High School en trok nadien naar de New York University, waar hij in 1973 afstudeerde. In 1977 behaalde hij een Master of Fine Arts aan het AFI Conservatorium.
Nadien belandde Brest meteen in de filmwereld. Eerst regisseerde hij enkele kortfilms. Hij kon daarbij rekenen op de hulp van acteurs als Danny DeVito, Hervé Villechaize en Victor Argo. In 1979 schreef en regisseerde hij zijn eerste langspeelfilm: Going in Style. De hoofdrollen in deze dramedy werden vertolkt door onder meer Lee Strasberg, George Burns en Art Carney.
Nadien ging Brest aan de slag op de set van WarGames (1983). Maar tijdens de productie werd hij ontslagen en vervangen door John Badham. Vervolgens zochten de bekende filmproducers Jerry Bruckheimer en Don Simpson een regisseur voor het filmen van een actievolle thriller. De hoofdrol in die thriller ging oorspronkelijk vertolkt worden door Sylvester Stallone, maar de filmmakers besloten uiteindelijk om komiek Eddie Murphy een kans te gunnen. Hierdoor werd het project herschreven tot een actievolle komedie. Brest kroop in de regiestoel en leverde Beverly Hills Cop (1984) af, een van de grootste successen van producer Jerry Bruckheimer. De film zelf werd genomineerd voor een Academy Award en twee Golden Globes.
Paramount Pictures bezat oorspronkelijk de rechten voor het filmen van Midnight Run (1988). De filmstudio had Martin Brest aangeduid als regisseur en Robert De Niro als hoofdrolspeler. De belangrijkste tegenspeler van De Niro moest volgens Paramount een vrouw worden. De studio dacht aan Cher, maar Brest weigerde een vrouw te casten. Vervolgens stelde de studio Robin Williams voor. Williams ging akkoord, maar Brest had intussen al de onbekende Charles Grodin gekozen. Paramount had er genoeg van en verkocht de filmrechten door aan Universal Pictures. Brest mocht het project afwerken samen met De Niro en Grondin. De film werd een enorm succes en leverde zowel Brest als De Niro een nominatie voor de Golden Globes op.
Begin jaren 90 begon Brest aan de opnames van Scent of a Woman (1992), een film gebaseerd op de roman Il Buio E Il Miele van schrijver Giovanni Arpino. Scent of a Woman kon rekenen op de acteerkunsten van o.a. Al Pacino en de jonge Chris O'Donnell en Philip Seymour Hoffman. Pacino won een Oscar voor zijn vertolking, terwijl Brest zelf twee nominaties in de wacht sleepte.
Vervolgens duurde het enkele jaren alvorens Brest opnieuw regisseerde. In 1998 verscheen Meet Joe Black in de bioscoop, een mysterieus drama met onder meer Anthony Hopkins en Brad Pitt. De film was lichtjes gebaseerd op Death Takes a Holiday (1934). De film beschikte over een groot budget, maar bracht ook veel geld op. Al had dat laatste ook te maken met het feit dat voor de film een trailer te zien was van Star Wars: Episode I: The Phantom Menace (1999), de eerste Star Warsfilm sinds 1983.
In 2003 regisseerde Martin Brest de romcom Gigli. De film kreeg heel wat aandacht omdat de hoofdrollen vertolkt werden door Jennifer Lopez en Ben Affleck, die op dat ogenblik een van de meest spraakmakende relaties uit Hollywood hadden. De film kon verder ook rekenen op korte verschijningen van onder meer Al Pacino, Christopher Walken en Lainie Kazan. De film werd door de filmcritici met de grond gelijk gemaakt, wat nefast was voor de carrières van Affleck en Lopez. De film 'won' in de loop der jaren zeven Razzies. Sindsdien regisseerde Brest geen enkele film meer.
Martin Brest is getrouwd met producente Lisa Weinstein.

## Filmografie
- Hot Dogs for Gauguin (1972) - kortfilm
- Hot Tomorrows (1977) - kortfilm
- Going in Style (1979)
- Beverly Hills Cop (1984)
- Midnight Run (1988)
- Scent of a Woman (1992)
- Meet Joe Black (1998)
- Gigli (2003)